# Harbour Main
Circonscription électorale provinciale du Canada
Harbour Main est une circonscription électorale provinciale de la Chambre d'assemblée de la province canadienne de Terre-Neuve-et-Labrador.

## Liste des députés
| Harbour Main |                               |                           |                |             |
| Député       | Député                        | Parti                     | Mandat         | Législature |
|              | Tom Hedderson (en)            | Progressiste-conservateur | 2007 - 2011    | 46e         |
|              | Tom Hedderson (en)            | Progressiste-conservateur | 2011 - 2015    | 47e         |
|              | Betty Parsley (en)            | Libéral                   | 2015 - 2019    | 48e         |
|              | Helen Conway-Ottenheimer (en) | Progressiste-conservateur | 2019 - 2021    | 49e         |
|              | Helen Conway-Ottenheimer (en) | Progressiste-conservateur | 2021 - présent | 50e         |